# Que ma mort apporte l'espoir : Poèmes de Gaza
Que ma mort apporte l'espoir : Poèmes de Gaza est un recueil de poèmes écrits par différents auteurs et réunis par l'écrivain Karim Kattan et l'ancienne diplomate Nada Yafi qui est également la traductrice. Il est publié en 2024. Les droits d'auteurs sont reversés à l'Office de secours et de travaux des Nations unies pour les réfugiés de Palestine dans le Proche-Orient (UNRWA).
L'ouvrage contient une sélection de 50 poèmes. Il est divisé en deux périodes : celle après l'invasion israélienne de la bande de Gaza, en réaction au 7 octobre 2023 (17 textes) et la période précédente.